# Flaignes-Havys
Flaignes-Havys település Franciaországban, Ardennes megyében. Lakosainak száma 92 fő (2022. január 1.). Flaignes-Havys Cernion, Estrebay, Girondelle, Logny-Bogny, Marby, Maubert-Fontaine és Prez községekkel határos.

## Népesség
A település népességének változása:
| Lakosok száma | 133  | 132  | 115  | 116  | 119  | 121  | 113  | 104  | 93   | 92   |
|               | 1990 | 1999 | 2011 | 2013 | 2015 | 2017 | 2018 | 2019 | 2021 | 2022 |